# Siège de Melfi
 (octobre 2021).
Si vous disposez d'ouvrages ou d'articles de référence ou si vous connaissez des sites web de qualité traitant du thème abordé ici, merci de compléter l'article en donnant les références utiles à sa vérifiabilité et en les liant à la section « Notes et références ».
Septième guerre d'Italie
Batailles
- Rome
- Naples
- Landriano
- Florence
- Gavinana

Le siège de Melfi, également connu sous le nom de Pâques de sang ou de sac de Melfi (en lien avec le sac de Rome, qui en fut une conséquence indirecte), eut lieu lorsque l'armée française, sous le commandement d'Odet de Foix, maréchal de France et comte de Lautrec et de Comminges, fut envoyé en Italie à la suite de la consternation provoquée dans toute l'Europe par la conquête brutale de Rome et par l'emprisonnement du pape par les troupes de Charles V. Le siège de Melfi est probablement le massacre le plus sanglant de l'histoire de la ville.

## Histoire

### Le contexte
Au début du XVIe siècle, la France et l'Espagne se disputent depuis plusieurs décennies le duché de Milan et le royaume de Naples. Ce conflit fait d'une grande partie de l'Italie un champ de bataille, auquel participent également les États italiens, avec des alliances fluctuantes, soutenant tantôt l'un, tantôt l'autre des deux grands prétendants. Dans ce contexte, les Espagnols infligent une cuisante défaite aux Français à Pavie en 1525. Éloigné, au moins temporairement, des Français, Charles Quint pense que le moment est venu de punir le pape, Clément VII, pour sa politique pro-française, qui a conduit à la formation de la Ligue du Cognac. Les mercenaires luthériens à la solde de l'empereur catholique - les Lansquenets - ne demandent pas mieux. C'est le sac de Rome (mai 1527). L'horreur des atrocités des Lanzi et des soldats espagnols ébranlent toute l'Europe. Les Français pensent que c'est une bonne occasion de justifier une nouvelle descente en Italie, en quête de revanche, et de dénoncer définitivement les dures conditions du Traité de Madrid qu'ils ont dû accepter après la débâcle de Pavie. Renforcés également par le soutien économique anglais, ils envoient une forte armée sous le commandement de Odet de Foix en Italie.

### Le sac de Melfi
Après quelques affrontements victorieux au nord et en Émilie, le maréchal français se dirige vers le sud, laissant Rome à elle-même à la merci des impériaux.
Dans les Pouilles, près de Lucera, les troupes de Charles V - conduites par Philibert de Chalon, prince d'Orange - entrent en contact avec Lautrec : c'est une grande bataille. Les Espagnols, cependant, cessent de se battre. Ils se replient sur Naples, mais laissent une forte garnison à Melfi, sous les ordres du prince Giovanni Caracciolo.
Les Français, aidés également par Orazio di Giampaolo Baglioni et sa Bande Nere qui ont entre-temps rejoint les rangs du maréchal, ne veulent pas quitter cette place forte, en route vers Naples. C'est surtout Pedro Navarro - un chef espagnol qui depuis quelque temps avait mis son épée au service du roi de France - qui propose de prendre Melfi, avant de viser Naples.
Puis l'assaut a lieu : c'est le 22 mars 1528. Les Français et leurs alliés attaquent la ville. Selon la plupart des sources, le commandement des opérations était Navarro.
La résistance de Melfi est brève. L'artillerie française massacre les défenseurs et déclenche des incendies le long des murs. Un premier assaut est repoussé, mais finalement les assiégeants passent. Bien que rapide, la bataille est sanglante : des sources font état de pertes énormes - environ cinq cents hommes - même du côté français (une soixantaine auraient été tués parmi les soldats des Bandes Noires), certains ont péri par des tirs amis  sous la violente artillerie commandée par Navarro.
Les Français mettent à sac la ville. Le chroniqueur vénitien Martin Sanudo raconte dans ses Journaux que les Français ont mis fin au siège  en « tuant tout ce qu'ils ont trouvé, fantassins, hommes et femmes, même les enfants, et saccagé la terre ». Outre le chroniqueur vénitien, toute l'historiographie de l'époque - jamais mise en doute par les sources ultérieures - s'accorde pour décrire l'événement en termes d'extrême violence contre la population civile. Selon les sources, le nombre estimé de morts se situe entre 3 et 4 000.
Une fois les murs tombés, Caracciolo se barricade dans le château de la ville, mais se rend finalement en échange de sa vie. Ses hommes sont passés par les armes.

## Conséquences
Charles Quint enfin vaincu, les Français, dont la tentative de conquérir Naples, mise en état de siège après le sac de Melfi, échoue également à cause d'un fléau qui se propage parmi les troupes et sème la vie d'Odet de Foix, punit Caracciolo pour cette trahison en donnant Melfi en fief aux Génois Doria, alliés décisifs et inattendus de l'empereur dans cette dernière bataille. Les sources, cependant, conviennent que Caracciolo a combattu héroïquement dans la bataille sur les murs.
Navarro trouve aussi sa fin dans le siège de Naples. Lorsque les rangs des Lautrec sont en route, il est fait prisonnier par ses compatriotes, enfermé à Castel dell'Ovo et pendu peu après. Egalement englouti par la défaite napolitaine sera le troisième protagoniste du massacre de Melfi, Baglioni. Pendant le siège, il tombe dans une embuscade près de la rivière Sebeto par une sortie de Lanzichenecchi et est tué avec une pique.
Dans son Histoire des républiques italiennes (1807), l'historien suisse Simondo Sismondi considère que la décision d'attaquer Melfi a influencé de manière décisive l'issue finale de la guerre. En fait, selon l'historien, Orange a ainsi pu atteindre Naples de manière ordonnée et organiser une défense efficace, à tel point que le siège de la ville s'est transformé (en vérité pour de multiples causes contributives) en un désastre pour l'armée française.
L'événement eut de graves conséquences sur l'économie de la ville, à tel point que dans les années qui suivirent, il fut nécessaire de prendre des mesures spéciales pour favoriser son repeuplement. En particulier, la ville de Melfi, cité déclarée « très loyale » par édit impérial, a été exonérée d'impôts pendant une longue période.

## Le sac dans la culture populaire Melfitane

### La légende de Ronca Battista
C'est à cette époque qu'est née la légende d'un jeune bûcheron de Melfi nommé Giovanni Battista Cerone (dit Ronca Battista) qui s'est distingué au cours de la bataille. La légende raconte que Ronca Battista, alors qu'il était dans les bois un jour d'hiver à faire du bois, a rencontré une vieille femme qui ramassait du bois sec pour le donner à un boulanger en échange de pain. Battista l'aida en lui donnant sa cape pour la protéger du froid et un morceau de pain pour la nourrir. La femme, touchée par son geste, lui fit un baiser sur le front et donna une touche magique à sa serpe.
Ronca Battista, lors du sac de Lautrec, attendait dans une rue étroite du centre-ville l'arrivée des envahisseurs avec sa serpe « bénie », seul face aux soldats français en ville pour piller et massacrer la population.
Bien qu'en majorité, les assaillants eurent des difficultés face au bûcheron de Melfi qui, malgré ses blessures, résista avec une ténacité, parvenant à tuer de nombreux soldats français avant de périr dans la bataille. Pour venger les pertes subies, les envahisseurs ont procédé à une extermination n'épargnant ni les femmes, personnes âgées et enfants.
Melfi, en mémoire du courage de Giovanni Battista Cerone lui a dédié l'une des rues principales du centre historique, appelée Via Ronca Battista.

### Célébration duSaint-Esprità Melfi
La célébration de la Pentecôte, appelée localement la fête du Saint-Esprit, est l'occasion dans la ville de reconstituer la tragédie de 1528, encore vive dans la mémoire. La procession religieuse de la Pentecôte s'accompagne d'une reconstitution de l'événement avec une procession en costumes d'époque et avec la représentation des événements cruciaux de ces tristes jours (assaut sur les murs, prise du château). Le cortège historique est ouvert par deux pages portant les parchemins de l'empereur Charles Quint, qui commémorent l'attribution du titre de « plus fidèle » à Melfi.